# Референдум в Лихтенштейне по пенсиям (2014)
Референдум по пенсиям в Лихтенштейне проводился 15 июня 2014 года и касался закона о пенсиях государственных служащих. Ни одна из двух инициатив не прошла. Явка составила 70 %.

## Контекст
Ландтаг отказался ставить на голосование закон о реструктуризации пенсионного фонда госслужащих, который должен был вступить в силу 1 июля 2014 года. На референдум было представлено две инициативы. Одна инициатива, т. н. «Пенсионный беспроигрышный», предлагала внесение Казначейством страны 90 млн швейцарских франков в пенсионный фонд. Другая инициатива, названная «Беспроигрышный 50», говорила о сумме в 50 млн швейцарских франков. 16 января 2014 года было собрано 2327 подписей для проведения референдума по первому предложению. 4 апреля 2014 было собрано 2361 подпись по второму предложению. По Конституции страны для законодательной инициативы необходимо собрать 1000 подписей за 6 недель.

## Результаты
| Вопрос                             | За     | За   | Против | Против | Недействительных/ пустых бюллетеней | Всего  | Зарегистрированных избирателей | Явка |
| Вопрос                             | Голоса | %    | Голоса | %      | Недействительных/ пустых бюллетеней | Всего  | Зарегистрированных избирателей | Явка |
| ---------------------------------- | ------ | ---- | ------ | ------ | ----------------------------------- | ------ | ------------------------------ | ---- |
| «Пенсионный беспроигрышный»        | 5 678  | 43,9 | 7 253  | 56,1   | 759                                 | 13 690 | 19 448                         | 70,4 |
| «Беспроигрышный 50»                | 6 647  | 49,7 | 6 721  | 50,3   | 322                                 | 13 690 | 19 448                         | 70,4 |
| Источник: Liechtenstein Government |        |      |        |        |                                     |        |                                |      |

### Предпочтительное голосование
Избиратели могли проголосовать «Да» за обе инициативы, при этом они должны были указать своё предпочтение одной из них.
| Выбор                               | Голоса | %    |
| ----------------------------------- | ------ | ---- |
| «Пенсионный беспроигрышный»         | 893    | 19,4 |
| «Беспроигрышный 50»                 | 3 710  | 80,6 |
| Недействительных/ пустых бюллетеней | 987    | -    |
| Всего                               | 5 590  | 100  |
| Источник: Liechtenstein Government  |        |      |